# Кшиштоф Ґродзицький
Кшиштоф Ґродзицький (пол. Krzysztof Grodzicki; ? — 21 грудня 1659; за іншими відомостями, 19 січня 1660) — польський шляхтич, військовик, урядник Речі Посполитої.

## Біографія
Брат відомого архітектора Павла Ґродзицького. Після навчання в Голландії повернувся до Речі Посполитої, в 1626—1629 роках брав участь у боях зі шведами. Служив у Померанії під керівництвом коронного гетьмана Станіслава Конецпольського. Брав участь у Тридцятирічній війні у складі армії Альбрехта Валленштейна. Повернувся до Польщі, 1640 року став комендантом новозбудованої Кодацької фортеці після Яна Жолтовського. Брав участь в Охматівській битві 1644 року.
У 1648 році гарнізон Кодака витримав кількамісячну облогу козацьких військ під проводом Богдана Хмельницького; змушений був капітулювати через брак амуніції. Порушуючи власне слово, Б. Хмельницький наказав заарештувати К. Ґродзицького разом з рештою гарнізону. Після Зборівського договіру козаки звільняють К. Ґродзицького. Брав участь у битві під Батогом, потрапив у татарський полон. Звільнений завдяки старанням кармеліта Гіларія.
1655 року керував гарнізоном Львова під час другої облоги міста козаками та москвинами під проводом Хмельницького та Васілія Бутурліна.
З 22 лютого 1656 року — староста Дрогобича.
Помер у другій половині 1659 року. Був похований у каплиці Бучацьких при Латинському катедральному соборі у Львові.